# Kalifornische Kegelschnecke
Die Kalifornische Kegelschnecke (bisher Conus californicus, auf Grund einer neuen Systematik von 2015 Californiconus californicus in einer monotypischen Gattung Californiconus) ist eine Schnecke aus der Familie der Kegelschnecken, die an der Pazifikküste der USA und Nordmexikos lebt und sowohl Vielborster als auch Weichtiere, Fische und Krebse frisst.

## Merkmale

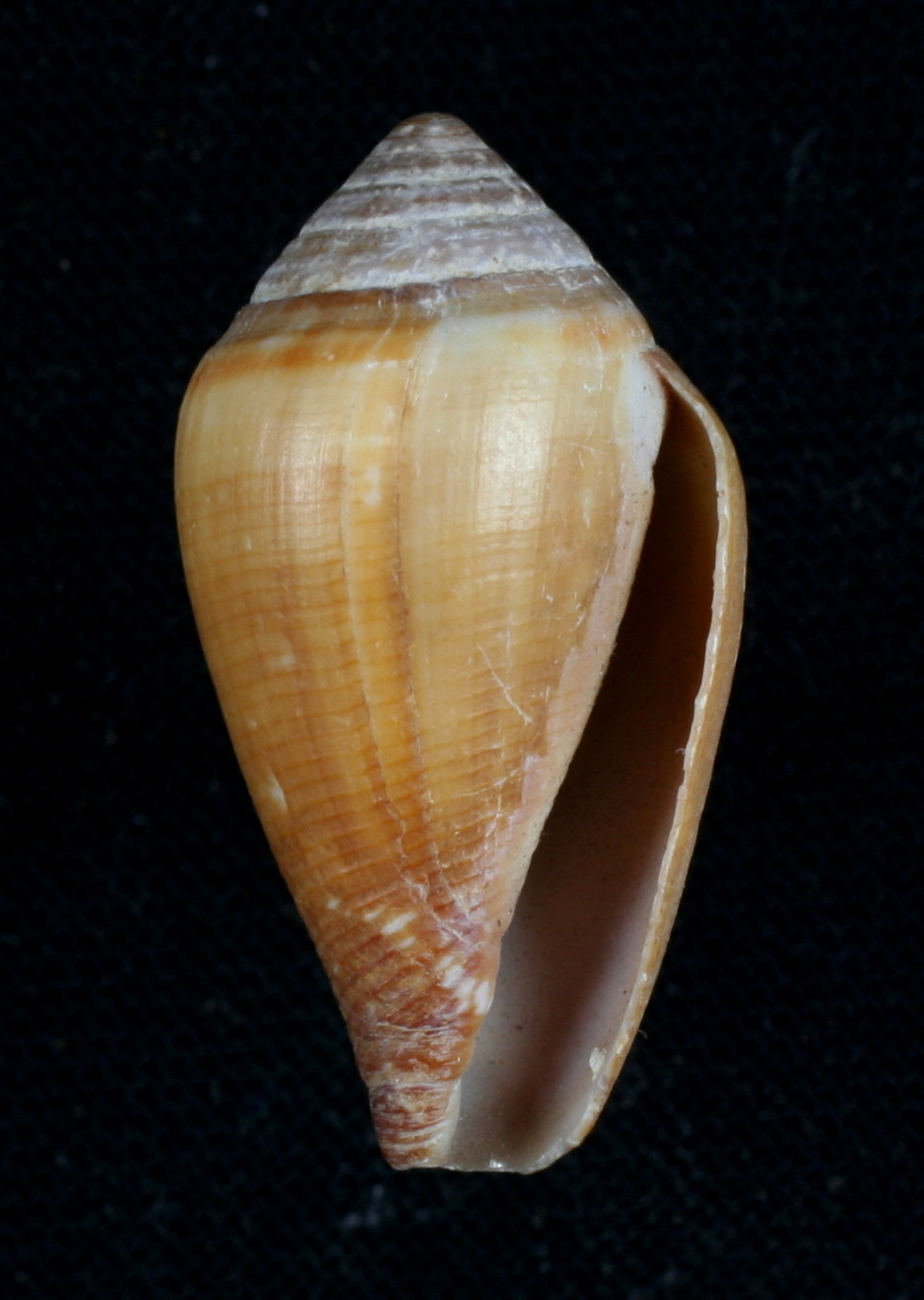
Gehäuse von Conus californicus

Das Schneckenhaus der Kalifornischen Kegelschnecke ist verkürzt kreiselförmig, fest und hat zur Basis hin erhabene Streifen. Das Gewinde bildet einen flachen Kegel und ist leicht konvex. Die Grundfarbe des Gehäuses braun. Zur Apex hin ist es weißlich mit einzelnen braunen Flecken. Die Oberfläche des braunen Körperumganges ist von sehr feinen und dichten Linien überzogen.
Fuß, Kopf, Fühler und Sipho sind weißlich mit braunen bis schwärzlichen Sprenkeln.

## Verbreitung
Die Kalifornische Kegelschnecke tritt im Pazifischen Ozean an der Küste Nordamerikas von Cabo San Lucas (Baja California, Mexiko) bis San Francisco Bay (Kalifornien, Vereinigte Staaten) auf. Als einzige Art der Familie Conidae bewohnt sie die kühlen Gewässer dieser Zone.

## Lebensraum
Kalifornische Kegelschnecken leben an der Küste im sandigen Boden vergraben, den sie verlassen, wenn Beutetiere in der Nähe sind.

## Nahrung
Kalifornische Kegelschnecken bilden innerhalb der Familie insofern eine Ausnahme, als dass sie sowohl Polychaeten als auch Fische und Mollusken fressen. Darüber hinaus leben sie auch von Aas. Beim Fischfang werden – ebenfalls ungewöhnlich bei den Kegelschnecken – zwei unterschiedliche Strategien angewandt: Zustechen und ins Maul ziehen, so wie es sonst beispielsweise die Purpur-Kegelschnecke tut, oder das Maul ohne vorheriges Zustechen über die Beute stülpen, wie man es ansonsten beim Landkartenkegel und der Tulpenkegelschnecke beobachtet. Um einen Fisch zu töten, muss die Schnecke mehrmals zustechen. Das große Beutespektrum wird mit dem fehlenden Konkurrenzdruck anderer Conus-Arten erklärt.